# Dumas, le comte noir
Dumas, le comte noir (sous-titré Gloire, Révolution, Trahison : l'histoire du vrai comte de Monte-Cristo ; The Black Count: Glory, Revolution, Betrayal, and the Real Count of Monte Cristo) est une biographie du général Thomas Alexandre Dumas, écrite par l'historien américain Tom Reiss, publiée en France en 2013. Elle vaut à son auteur le prix Pulitzer en 2013.

## Résumé
Le livre présente la vie et la carrière de Thomas Alexandre Dumas, soldat puis officier pendant la Révolution française, ainsi que sa campagne militaire en Italie lors des guerres révolutionnaires et plus tard en Égypte sous Napoléon. Reiss offre un aperçu de l'esclavage et de la vie d'un métis de l'empire colonial français. Il révèle aussi comment son fils, Alexandre Dumas s'est inspiré de la vie de son père pour certains de ses romans, dont Le Comte de Monte-Cristo et Les Trois Mousquetaires.